# Nekézseny
Nekézseny ist eine Gemeinde im Komitat Borsod-Abaúj-Zemplén.

## Geografische Lage
Nekézseny liegt im Norden Ungarns, 46 Kilometer nordwestlich vom Komitatssitz Miskolc entfernt.
Nachbargemeinden sind Csokvaomány, Dédestapolcsány, Lénárddaróc und Sáta.
Die nächste Stadt Ózd ist etwa 15 km von Nekézseny entfernt.

## Geschichte
Der Ort wurde in der Árpád-Zeit gegründet. 1415 wurde er erstmals in einer Steuerliste erwähnt. Auch diese Gegend war von den Türken besetzt. Seit 1782 existiert eine reformierte Kirchgemeinde. Bau der Kirche von 1816 bis 1822. 1966 wurde der Ort mit Sáta vereint und nach dem Systemwechsel wieder unabhängig.

## Sehenswürdigkeiten
- Reformierte Kirche, erbaut 1816–1822
- Römisch-katholische Kapelle Szent László király
- Zita Szeleczky Denkmal (Szeleczky Zita-emlékmű)

## Söhne und Töchter der Stadt
- Béni Balogh (1922–2000), Schriftsteller
- Zita Szeleczky (1915–1999), Schauspielerin

## Verkehr
Durch Nekézseny verläuft die Landstraße Nr. 2518. Südlich des Ortes verläuft die Bahnstrecke von Putnok nach Eger, auf der jedoch keine Personenbeförderung mehr stattfindet.

## Weblinks

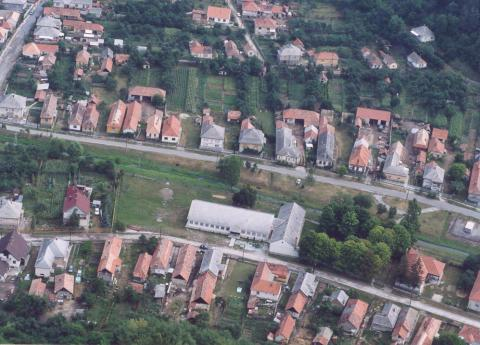
Luftaufnahme von Nekézseny